# Caraffa del Bianco
Pour les articles homonymes, voir Bianco (homonymie).
Caraffa del Bianco est une commune italienne de la province de Reggio de Calabre, dans la région Calabre.

## Administration
| Période                                  | Période    | Identité                  | Étiquette | Qualité |
| ---------------------------------------- | ---------- | ------------------------- | --------- | ------- |
| 1844                                     | 1844       | Giuseppe Battaglia        |           |         |
| Les données manquantes sont à compléter. |            |                           |           |         |
| avant 1847                               | après 1848 | Pietro Mezzatesta         |           |         |
| Les données manquantes sont à compléter. |            |                           |           |         |
| 07-05-2012                               | en cours   | Stefano Umberto Marrapodi |           |         |

### Communes limitrophes
Bianco, Casignana, Ferruzzano, Sant'Agata del Bianco.

## Personnalités liées à la commune
- Rocco Verduci (1er ou 3 août 1824, Caraffa del Bianco - 2 octobre 1847, Gerace) fut un patriote et martyr de l'insurrection dans le royaume des Deux-Siciles de 1847.